# Fuirena ecklonii
Fuirena ecklonii är en halvgräsart som beskrevs av Christian Gottfried Daniel Nees von Esenbeck. Fuirena ecklonii ingår i släktet Fuirena och familjen halvgräs. IUCN kategoriserar arten globalt som livskraftig. Inga underarter finns listade i Catalogue of Life.